# Étalante
Étalante är en kommun i departementet Côte-d'Or i regionen Bourgogne-Franche-Comté i östra Frankrike. Kommunen ligger i kantonen Aignay-le-Duc som tillhör arrondissementet Montbard. År 2022 hade Étalante 128 invånare.

## Befolkningsutveckling
Antalet invånare i kommunen Étalante
Referens:INSEE